# East Meadow (New York)
East Meadow ist ein Weiler und Census-designated place (CDP) im Nassau County, New York, Vereinigte Staaten. Zum Zeitpunkt des United States Census 2020 lebten hier 37.796 Einwohner. Der Weiler gehört zur Town of Hempstead, die eine der drei Towns im Nassau County ist.

## Geographie
East Meadow liegt im Zentrum von Nassau County. Die geographische Koordinaten lauten 40° 43′ N, 73° 33′ W (40.713611, -73.555833). Allgemein ist East Meadow flach.

## Demographie
Zum Zeitpunkt des United States Census 2020 bewohnten East Meadow 37.796 Einwohner, eine Reduktion von 38.132 zum United States Census 2010. Die Bevölkerung East Meadows bestand zu 66,1 % aus Weißen, 4,7 % Schwarzen oder African American, 18,0 % Asian und 3,9 % nannten zwei oder mehr Rassen. 13,3 % der Bevölkerung erklärten, Hispanos oder Latinos zu sein.
Die Bewohner East Meadows verteilten sich auf 11.716 Haushalte, mit einem Durchschnitt von 3,05 Personen pro Haushalt. Die Bevölkerung verteilte sich auf 5,9 % unter 5 Jahren, 20,6 % unter 18 Jahren und 22,0 % im Alter von 65 Jahren oder mehr. Der Frauenanteil betrug 53,8 %.
Das mittlere Haushaltseinkommen in East Meadow betrug 129.268 US-Dollar. Das Pro-Kopf-Einkommen belief sich auf 49.776 US-Dollar. 5,9 % der Bevölkerung hatten ein Einkommen unterhalb der Armutsgrenze.

## Parkanlagen
In East Meadow liegt der Eisenhower Park, in dem unter anderem 1926 die PGA Championship in Golf ausgetragen wurde und in einem temporären Stadion Spiele des ICC Men’s T20 World Cup 2024.